# Mạnh Tử (sách)
Sách Mạnh Tử là tác phẩm triết học, đạo đức học và chính trị học về Mạnh Tử và các môn đệ của ông như Nhạc Chính Khắc, Công Tôn Sửu, Vạn Chương v.v... ghi chép lại những điều đối đáp của Mạnh Tử với các vua chư hầu, giữa Mạnh Tử và các học trò cùng với những lời phê bình của Mạnh Tử về các học thuyết khác như: học thuyết của Mặc Tử, Dương Chu. Sách Mạnh Tử là một kinh điển rất quan trọng của Nho học.

## Nội dung
Sách Mạnh Tử gồm 7 thiên, chia làm 2 phần: Mạnh Tử thượng và Mạnh Tử hạ.
Mạnh Tử thượng gồm 3 thiên:
1. Lương Huệ Vương (thượng - hạ)
2. Công Tôn Sửu (thượng - hạ)
3. Đằng Văn Công (thượng - hạ)

Mạnh Tử hạ gồm 4 thiên:
1. Ly Lâu (thượng -hạ)
2. Vạn Chương (thượng - hạ)
3. Cáo tử (thượng - hạ)
4. Tận tâm (thượng - hạ)

Nội dung sách gồm 2 phần: Tâm học và Chính trị học.
Tâm học: Mạnh Tử cho rằng mỗi người đều có tính thiện do Trời phú cho. Sự giáo dục phải lấy tính thiện đó làm cơ bản, giữ cho nó không mờ tối, trau dồi nó để phát triển thành người lương thiện. Tâm là cái thần minh của Trời ban cho người. Như vậy, tâm của ta với tâm của Trời đều cùng một thể. Học là để giữ cái Tâm, nuôi cái Tính, biết rõ lẽ Trời mà theo chính mệnh.
Nhân và nghĩa vốn có sẵn trong lương tâm của người. Chỉ vì ta đắm đuối vào vòng vật dục nên lương tâm bị mờ tối, thành ra bỏ mất nhân nghĩa. Mạnh Tử đề cập đến khí Hạo nhiên, cho rằng nó là cái tinh thần của người đã hợp nhất với Trời.
Phần Tâm học của Mạnh Tử rất sâu xa, khiến học giả dù ở địa vị hay cảnh ngộ nào cũng giữ được phẩm giá tôn quý.
Chính trị học: Mạnh Tử chủ trương: Dân vi quý, xã tắc thứ chi, quân vi khinh. Đây là một tư tưởng rất mới và rất táo bạo trong thời quân chủ chuyên chế đang thịnh hành.
Mạnh Tử nhìn nhận chế độ quân chủ, nhưng vua không có quyền lấy dân làm của riêng cho mình. Phải duy dân và vì dân. Muốn vậy, phải có luật pháp công bằng, dẫu vua quan cũng không được vượt ra ngoài pháp luật đó. Người trị dân, trị nước phải chăm lo việc dân việc nước, làm cho đời sống của dân được sung túc, phải lo giáo dục dân để hiểu rõ luật pháp mà tuân theo, lấy nhân nghĩa làm cơ bản để thi hành.
Chủ trương về chính trị của Mạnh Tử thật vô cùng mới mẻ và táo bạo, nhưng rất hợp lý, làm cho những người chủ trương quân chủ thời đó không thể nào bắt bẻ được. Có thể đây là lý thuyết khởi đầu để hình thành chế độ quân chủ lập hiến sau này.
Tóm lại, bộ sách Mạnh Tử rất có giá trị với Nho giáo. Phần Tâm học trong sách là đỉnh cao nhất trong học thuyết Nho giáo.
Trình Y Xuyên nói:"Kẻ đi học nên lấy hai quyển sách: Luận Ngữ và Mạnh Tử làm cốt. Đã học được hai bộ sách này rồi thì không cần học Ngũ Kinh cũng rõ thông được cái đạo của Thánh hiền."

## Trích dẫn tiêu biểu
1. "Quân tử tam lạc" (Quân tử, ba vui) - Mạnh Tử viết trong sách"Tận Tâm - Thượng (盡心上)":"Phụ mẫu câu tồn, huynh đệ vô cố, nhất lạc dã. Ngưỡng bất quý ư thiên, phủ bất tạc ư nhân, nhị lạc dã. Đắc thiên hạ anh tài nhi giáo dục chi, tam lạc dã = Cha mẹ đều còn, anh em không bị gì, ấy là vui thứ nhất. Ngửa mặt lên trời mà không hổ, cúi đầu đối với người mà không thẹn, ấy là vui thứ nhì. Được và dạy anh tài trong thiên hạ, ấy là vui thứ ba (父母俱存、兄弟無故、一樂也。 仰不愧於天、俯不怍於人、二樂也。 得天下英才而教育之、三樂也)".
2. "Nhất thiên vạn thặng" - Mạnh Tử khuyên:"Thị thích vạn thặng chi quân, nhược thích hạt phu = Giết một ông vua có vạn cỗ xe thì cũng không khác việc giết một kẻ thường dân (làm nhục mình) (視刺萬乘之君、若刺褐夫)".